# Новое Сивяково
Новое Сивяково — село в Читинском районе Забайкальского края России. Входит в состав сельского поселения Сивяковское.

## География
Село находится в центральной части района на расстоянии примерно 8 километров (по прямой) к юго-юго-западу от города Читы, занимая южную часть бывшего единого села Сивякова. 
Климат
Климат характеризуется как резко континентальный с продолжительной холодной малоснежной зимой и коротким тёплым летом. Среднегодовая температура воздуха составляет −4,3 — −2,5 °С. Средняя многолетняя температура самого холодного месяца (января) составляет −28 — −20 °С, температура самого тёплого (июля) — 15 — 18 °С. Среднегодовое количество осадков — 300—400 мм.
Часовой пояс
Село Новое Сивяково находится в часовой зоне МСК+6. Смещение применяемого времени относительно UTC составляет +9:00.

## Население
| 2021 |
| ---- |
| 5    |

## История
Решение образовать новый населённый пункт путём выделения из села Сивяково было принято Законом  Забайкальского края от 25 декабря 2013 года. На федеральном уровне соответствующее наименование было присвоено Распоряжением Правительства России от 13 мая 2015 года № 860-р.